# جود ديفيس
جود ديفيس (بالإنجليزية: Judd Davis) هو لاعب كرة قدم أمريكية أمريكي، ولد في 1973 في أوكالا في الولايات المتحدة.